# Republiken Lakota
Lakotah eller Lakota är en självutnämnd, men inte erkänd stat, inom USA:s territorium. Denna stat består av tusentals kvadratkilometer av North Dakota, South Dakota, Nebraska, Wyoming och Montana.

## Bakgrund
En grupp nordamerikanska indianer, som kallar sig själv Lakota Freedom Delegation, har förklarat alla historiska kontrakt med USA som ogiltiga på grund av kontraktsbrott. Delegationen presenterade en skrivelse daterad den 17 december 2007, signerad av indianaktivisterna Russell Means, Garry Rowland, Duane Martin Sr. – även känd som Canupa Gluha Mani – och Phyllis Young.

## Territorium och ekonomi
Republiken Lakotas tilltänkta territorium avgränsas av Yellowstone River i norr, North Platte River i söder, Missouri River i öster och en ojämn gränslinje i väster, som fastställdes 1851 i ett fördrag efter förhandlingar vid Fort Laramie.

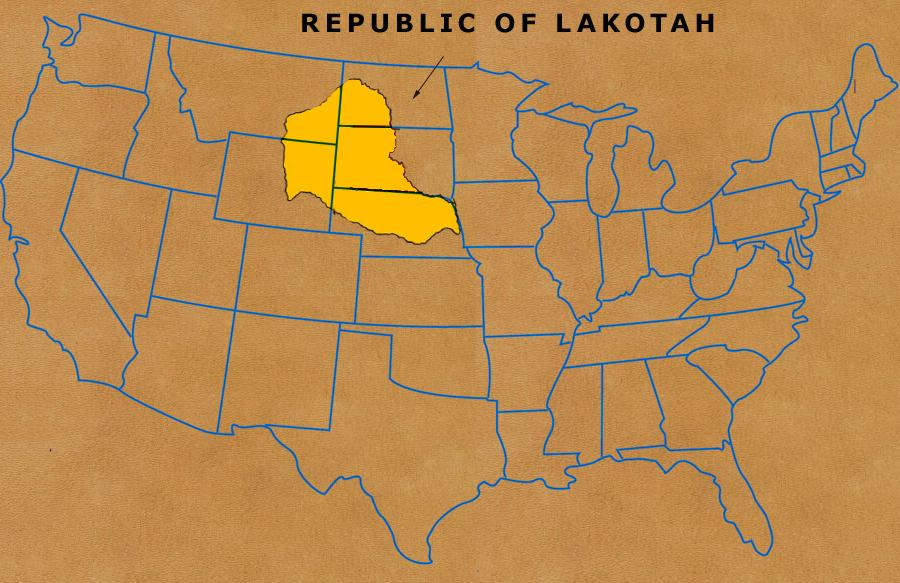
Republic of Lakotah

Största staden i Republiken Lakota är Omaha, Nebraska. Inom området finns även städer såsom Rapid City, South Dakota; Mandan, North Dakota; Casper, Wyoming och Bellevue, Nebraska samt även monumentet Mount Rushmore. Området innehåller även reservat som bebos av andra stammar än lakota, såväl sioux som stammar som inte är av siouxursprung. Inom området finns de absolut fattigaste delarna av USA.
Republiken Lakota har för avsikt att bilda ett eget kraftbolag för elproduktion genom sol- och vindkraft, och hoppas att överskjutande elektricitet kan säljas till USA. Det skulle innebära en fortsättning av tidigare projekt, med syftet att utveckla produktion av förnyelsebar energi i området. Republiken vill också understödja odling av sockerbetor för produktion av biogas.

## Tvist om republikens namn
Inom delegationen pågår en tvist om den nya republikens namn. Russell Means vill ha namnet Republic of Lakotah, men Lakota Oyate Website, (som det anses att Canupa Gluha Mani driver), föreslår Lakotah Oyate, för republik är inget begrepp som lakota har. För dem existerar inte huvudstaden formellt. Republic of Lakota anger Porcupine, South Dakota, som provisorisk huvudstad. De planerar att förlägga administrationen till Rapid City, South Dakota. Administrationen av Lakota Oyate finns i Hill City, South Dakota.